# RoboCop 3 (Amiga)
RoboCop 3 — компьютерная игра, третья игра из серии RoboCop, основанной на сюжете одноимённого фильма. Выпущена в 1992 году компанией Digital Image Design для платформ Amiga, Atari ST и DOS.

## Сюжет
Компания «OCP» и японская компания «Канэмицу» заключили договор на предмет строительства на территории старого Детройта нового города под названием «Дельта Сити». Робокоп намерен защитить повстанцев и сразиться с роботами-ниндзя.
Задача игрока помочь повстанцам продержаться три дня, собирать оружие для восстания против OCP, сражаться с роботами-ниндзя и сорвать планы и сделку «OCP» с «Канэмицу».

## Игровой процесс
Версия для Amiga состоит из пяти различных игровых сегментов, которые включают в себя вождение, стрельбу по врагам для спасения заложников, рукопашный бой, полёт на реактивном ранце и бой с роботом-ниндзя. Имеется отдельный режим «Arcade Action», который позволяет игроку запускать любой из пяти игровых сегментов в виде отдельной миссии с собственными задачами. В режиме «Movie Adventure» игрок проходит сегменты игры в виде отдельного приключения с новыми персонажами и более разнообразными противниками. В течение больше части Movie Adventure игрок может проходить миссии в любом порядке. Также игрок может досрочно прекращать миссии, что влияет на решения противников и развитие сюжета. Между уровнями игроку показываются телевизионные новости, которые информируют его о текущем состоянии внутриигровой истории.

## Оценки игры
| Иноязычные издания | Иноязычные издания    |
| Издание            | Оценка                |
| ------------------ | --------------------- |
| CVG                | 94/100 (Amiga)        |
| Amiga Computing    | 90 % (Amiga)          |
| Amiga Format       | 91 % (Amiga)          |
| Amiga Power        | 85/100 (Amiga)        |
| The One            | 83 % (Amiga/Atari ST) |
| Zero               | 91/100 (Amiga)        |

Версия для Amiga получила положительные оценки за свою музыку и трёхмерную графику. Обозреватель Amiga Computing писал что «ощущение кинематографии было запечатлёно хорошо, и выделяет эту игру среди массы ерунды, связанной с фильмами», и закончил тем что игра вероятно «лучшая игра по фильму во всём мире». Пол Пресли из The One написал положительный обзор по версиям для Amiga и Atari ST, похвалив «подходяще мрачную атмосферу», но раскритиковал «кажущуюся вечной ночь», а также негативно отозвался о уровнях с рукопашным боем. Пресли также счёл, что игре нужно было больше влияния фильма, и заметил что у главного персонажа отсутствует имеющийся в фильме режим инфракрасного зрения.